# Порт-Мария
Порт-Мари́я (англ. Port Maria) — крупнейший город и административный центр округа Сент-Мэри, Ямайка.

## Географическое положение
Город расположен на севере страны на берегу бухты Карибского моря. Особенностью бухты города является небольшой заросший деревьями остров Кабарита, располагающийся в самом её центре.